# Perruche à tête pâle
Platycercus adscitus
Espèce
Statut de conservation UICN

 LC  : Préoccupation mineure
Statut CITES
La Perruche à tête pâle (Platycercus adscitus) est une espèce d'oiseaux de la famille des Psittacidae.

## Sous-espèces
Cet oiseau est représenté par deux sous-espèces :
- Platycercus adscitus palliceps ;
- Platycercus adscitus adscitus.

## Description
La Perruche à tête pâle Platycercus adscitus mesure environ 30 cm de long. Sa teinte dominante est le bleu ; le sommet de la tête, la nuque et les oreilles sont jaunes ; le haut des joues est blanc, le bas est bleu. Le dos et les épaules sont noirs avec des plumes jaunes. Les ailes sont d'un bleu de plus en plus foncé de l'avant vers l'arrière. La queue est un mélange de bleus sur le dessus, rouge sous le dessous. Le bec est gris pâle ; l'œil noir.
Cet oiseau ne présente pas de dimorphisme sexuel.

## Répartition
La Perruche à tête pâle peuple le nord-est de l'Australie de la péninsule du cap York à la Nouvelle-Galles du Sud où elle est assez répandue.

## Galerie

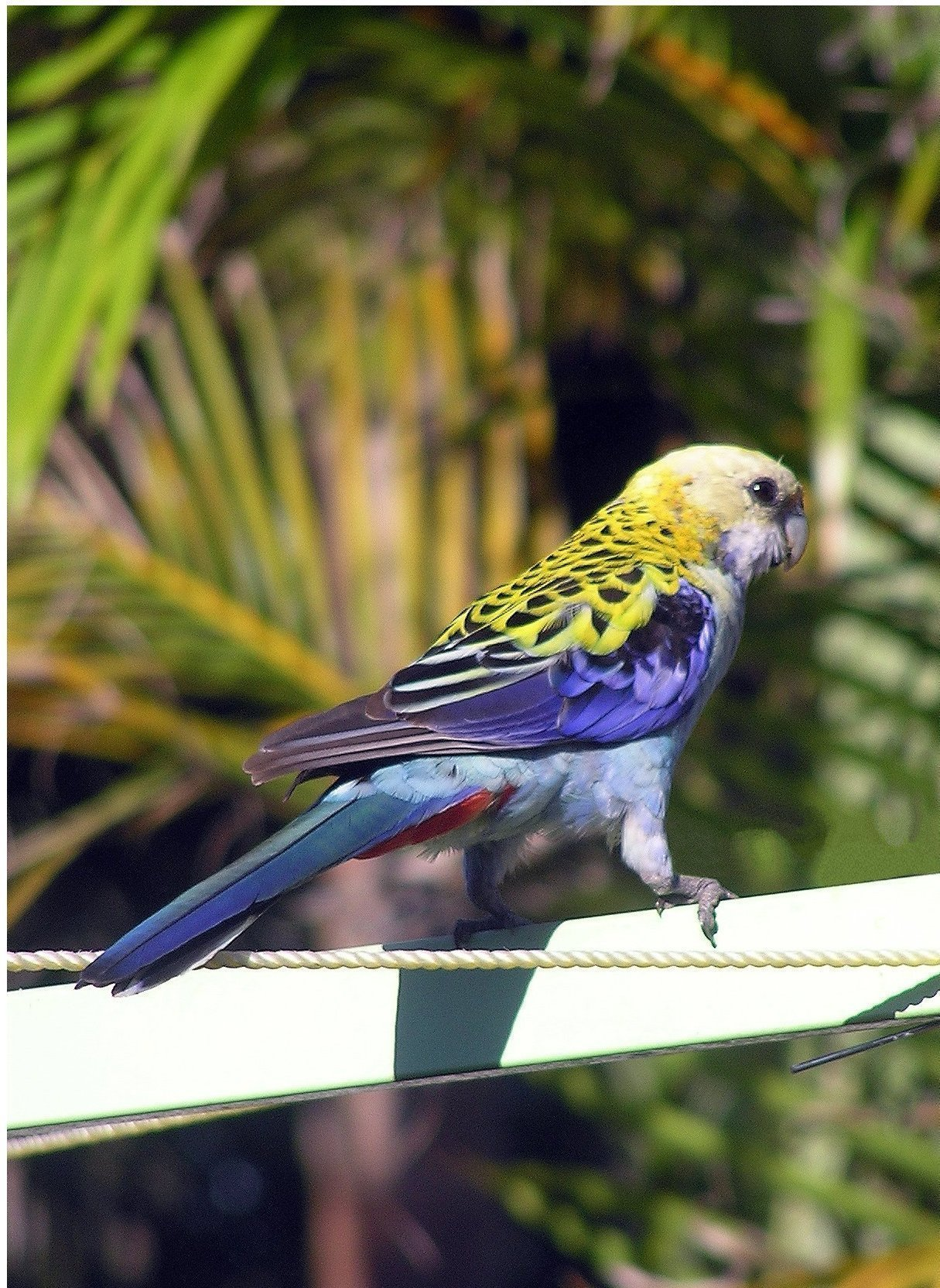
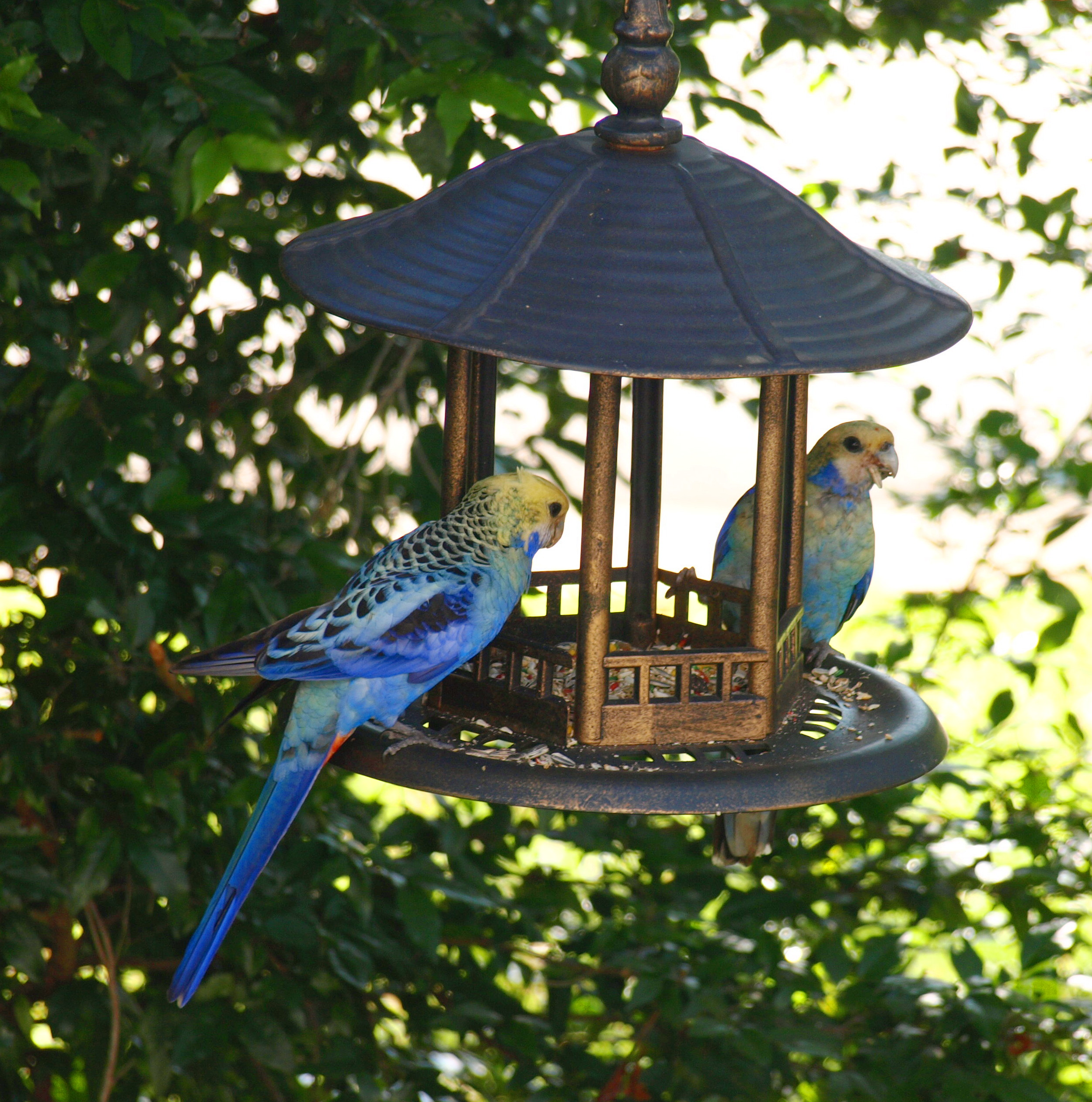